# 広瀬誠一郎
広瀬 誠一郎（ひろせ せいいちろう、1838年2月9日（天保9年1月15日） - 1890年（明治23年）3月18日）は、幕末から明治時代前期の政治家、治水家。

## 経歴
下総国相馬郡下高井村（現在の茨城県取手市）の名主の家に生まれる。18歳で名主見習いとなり、父が在職中に病没したため跡を継ぐ。明治に入ると、下高井村組合取締役、戸長、勧農方頭取を経て、戸長頭取に就任し、地券調査に従事した。1879年（明治12年）茨城県会議員となったが、当時の県会では土木費について治水問題を優先すべきとする「河川党」と道路整備を優先すべきとする「山岳党」に分かれ意見が鋭く対立していた。こうした中で1881年（明治14年）県令の人見寧に利根運河開削を建議し、翌年北相馬郡長を発令された。
1883年（明治16年）内務卿の山田顕義がヨハニス・デ・レーケを伴い利根川を視察した際は、県令と共に運河開削の急務を提言。1885年（明治18年）デ・レーケの後任にローウェンホルスト・ムルデルが就任し、運河の実地調査に先立って同年ムルデルは利根運河計画書を内務省土木局に提出した。1886年（明治19年）運河の開発に専念するため郡長の職を辞し、翌年利根運河会社創立協議会が成立すると理事に就任した。工事は1888年（明治21年）に着工し、広瀬の死後間もなくの1890年（明治23年）5月に竣工した。
「運河の三狂人」と称され、水平運動にも尽力した。ほか、小貝川の岡堰改修の監督や水戸街道の改修にも尽力した。
1928年（昭和3年）、従五位を追贈された。